# Arroz fermentado vermelho

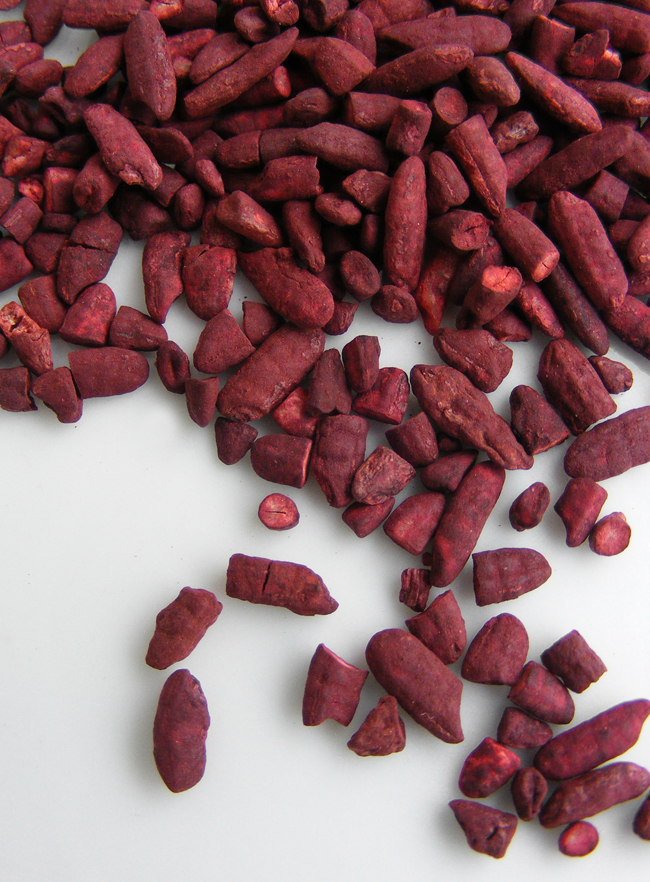
Grãos de arroz fermentado vermelho secos

Arroz fermentado vermelho (chinês tradicional: 紅麴米), chinês simplificado: 红曲米, pinyin: hóng qū mǐ, lit. ‘red yeast rice’), o arroz vermelho, koji (べにこうじ, lit. vermelho koji) ou akakoji (あかこぎ, também significa vermelho koji), arroz kójico vermelho, arroz koji vermelho, levedura de arroz, anka, ou ang-kak, é um arroz fermentado vermelho arroxeado brilhante, que adquire a sua cor ao ser cultivado com o bolor de Monascus purpureus.
A levedura de arroz vermelho é o que é conhecido como "koji" em Japonês, que significa "grão ou feijão coberto com uma cultura de bolor", uma tradição na preparação de alimentos que remonta ao ano de 300 AC. Tanto na literatura científica quanto na popular em inglês, traduzida principalmente do japonês, o arroz fermentado vermelho é mais frequentemente referido como "arroz vermelho koji". Os trabalhos em inglês favorecendo fontes chinesas preferem a tradução "levedura de arroz vermelho".
Por causa do baixo custo de corantes químicos, alguns produtores de levedura de arroz vermelho tem adulterado seus produtos com a tinta Vermelho do Sudão.

## Usos

### Culinária
O arroz fermentado vermelho é utilizado para a colorir uma grande variedade de produtos alimentícios, incluindo tofu fermentado, vinagre de arroz vermelho, char siu, pato-à-Pequim, e doces chineses vermelhos. Também é tradicionalmente usado na produção de vários tipos de vinho Chinês, sake japonês (akaisake), e vinho coreano de arroz (hongju), dando uma cor avermelhada para esses vinhos. Embora usado principalmente por sua cor na cozinha, o arroz fermentado vermelho dá um sabor agradável e sutil ao alimento e é comumente usado na culinária de Fujian, na China.

### Medicina tradicional Chinesa
Além de seu uso culinário, o arroz fermentado vermelho é também usado na fitoterapia chinesa e na medicina tradicional Chinesa. Seu uso tem sido documentado desde a Dinastia Tang na China, em 800 dc. Ele é ingerido para revigorar o corpo, ajuda na digestão, e a revitalizar o sangue. Uma descrição mais completa está na farmacopeia tradicional Chinesa, Ben Cao Gang Mu-Dan Shi Yi Bu, da Dinastia Ming (1378-1644).

### Arroz fermentado vermelho e drogas
No final da década de 1970, pesquisadores nos Estados Unidos e o Japão isolaram lovastatina de Aspergillus e monacolinas de Monascus, respectivamente, sendo este último o mesmo fungo usado para fazer levedura de arroz vermelho, mas cultivadas sob condições cuidadosamente controladas. A análise química logo mostrou que a lovastatina e monacolina K são idênticos. O artigo "A origem das estatinas" resume a forma como os dois isolamentos, documentações e pedidos de patente foram feitos com poucos meses de intervalo. Lovastatina foi patenteada pela Mevacor por Merck & Co. O arroz fermentado vermelho passou a ser um suplemento dietético sem prescrição médica vendido nos Estados Unidos e em outros países.
Lovastatina e outros medicamentos de prescrição, as "estatinas", inibem a síntese de colesterol, bloqueando a ação da enzima HMG-CoA redutase. Como consequência, a circulação total de colesterol e LDL-colesterol são reduzidas. Em uma meta-análise de 91 ensaios clínicos randomizados de ≥12 semanas de duração, totalizando 68,485 participantes, o colesterol LDL foi baixado por 24-49%, dependendo da estatina. Diferentes cepas do fungo Monascus produzem diferentes quantidades de monacolinas. O tipo "certo" de Monascus purpureus (purpureus = vermelho escuro, em latim), quando devidamente fermentado e processado, irá produzir um pó de arroz fermentado vermelho vermelho seco, que é composto de cerca de 0,4% monacolinas, das quais cerca da metade será monacolina K (idêntica à lovastatina). O conteúdo de monacolina de uma levedura de arroz vermelho é descrito em um relatório de um ensaio clínico de 2008.

#### Restrições regulatórias
A opinião da Food and Drug Admnistration (FDA) é de que os produtos de arroz fermentado vermelho que contêm monacolina K, i.é., lovastatina, são idênticos a uma droga e, assim, sujeitos a regulação como uma droga. Em 1998, a FDA iniciou a ação para a proibição de um produto (Cholestin) contendo extrato de levedura de arroz vermelho. A Corte Distrital dos EUA em Utah permitiu que o produto fosse vendido sem restrições. Esta decisão foi revertida no recurso para o Tribunal de Apelações dos EUA. (Moore, 2001) (ver Leitura Adicional: PDRhealth). A partir daí, a FDA enviou Cartas de Aviso para empresas de venda de levedura de arroz vermelho. O produto desapareceu do mercado por alguns anos.
Em 2003, os produtos de arroz fermentado vermelho reapareceram no mercado estadunidense. Em 2007, a FDA enviou Cartas de Advertência a duas empresas de suplementos dietéticos. Ambos os produtos foram retirados. A FDA também emitiu um comunicado de imprensa (ver Leia Mais; FDA, 2007). O ponto do anúncio era de que os consumidores "... não devem comprar ou comer produtos de arroz fermentado vermelho ... pode conter uma droga não autorizada que pode ser prejudicial para a saúde." A justificativa para "... prejudicial à saúde ..." era a de que os consumidores não podem entender que os perigos de monacolina contida na levedura de arroz vermelho pode ser a mesma das drogas prescritas com estatinas.
A partir de 2016, há pelo menos 30 marcas disponíveis. Muitos desses evitam a restrição da FDA por não ter qualquer conteúdo apreciável de monacolina. Seus rótulos e sites dizem não mais do que "fermentado de acordo com os métódos tradicionais asiáticos" ou "similar ao utilizado em aplicações culinárias." A rotulagem destes produtos, muitas vezes nada diz sobre o colesterol. Se elas não contêm lovastatina, não reivindicamos para conter lovastatina, e não fazer uma reclamação para reduzir o colesterol, eles não estão sujeitos a ação da FDA. Dois comentários confirmam que o conteúdo de monacolina em suplementos alimentares pode variar ao longo de uma ampla faixa, com alguns contendo insignificante monacolina.

#### Evidência clínica
A quantidade normalmente utilizada em ensaios clínicos é 1200–2400 mg/dia de levedura de arroz vermelho com cerca de 10 mg total monacolinas, metade dos quais são monacolina K. Isto faz levantar uma questão sobre a função do outras monacolinas e compostos sem monacolina nos produtos, como o conteúdo da monacolina K conteúdo é mais baixo do que é geralmente considerado eficaz para a lovastatina (20–80 mg/dia). Em 2006, Liu et al. publicou uma meta-análise de ensaios clínicos. O artigo citava 93 publicações de ensaios clínicos controlados (91 publicados em Chinês). O colesterol total diminuiu em 35 mg/dl, LDL-colesterol em 28 mg/dl, triglicérides em 35 mg/dl e HDL-colesterol aumentou 6 mg/dl. A incidência de relatos de efeitos adversos (de 1,3% para 36%. os ensaios clínicos analisados na meta-análise, o único estudo realizado nos Estados Unidos, relataram uma redução de 22% do LDL-colesterol após 12 semanas.
Subseqüente a meta-análise de 2006, desenvolveu-se um número de artigos relatando um enorme estudo realizado na China: the China Coronary Secondary Prevention Study (CCSPS). Perto de 5.000 pacientes pós-ataque cardíaco foram inscritos por uma média de 4,5 anos para receber um placebo ou um produto de arroz fermentado vermelho chamado Xuezhikang (血脂康). Este é um produto (patente estadunidense #6,046,022), extrato de levedura de arroz vermelho em etanol, com um conteúdo total de monacolinas de aprox. 0,8%. Ele também é vendido como Lipascor. Resultados: no grupo tratado, o risco de subsequente ataques cardíacos foi reduzido em 45%, mortes por ataque cardíaco em 31%, e todas as causas de mortes por 33%. Alguns dos artigos do relatório são sobre subconjuntos da população, isto é, apenas diabéticos ou apenas hipertensos.
Os resultados quanto àos ataques cardíacos e mortes cardiovasculares parecem melhores do que foi reportado quanto à drogas prescritas. Uma revisão de 2008 apontou que os efeitos cardioprotetores de estatinas em populações japonesas ocorrem em doses mais baixas do que o necessário nas populações ocidentais, e especula-se que a baixa quantidade de monacolinas encontrado em Xuezhikang pode ser mais eficaz para proteção do que o esperado na população Chinesa no estudo CCSPS, pela mesma razão. Outros têm especulado que fitoesteróis ou substâncias desconhecidas na Xuezhikang também contribuem para os benefícios.

#### Segurança
A segurança dos produtos de arroz fermentado vermelho ainda não foi estabelecida, e alguns suplementos comerciais encontrados contêm altos níveis da toxina citrinina. Como os produtos comerciais tem quantidades variáveis de monacolinas, e raramente declaram este conteúdo no rótulo, é difícil determinar o risco. Alguns fornecedores também são suspeitos de adicionar a seus produtos lovastatina pura. Isso porque foi publicada uma análise relatando vários produtos comerciais como sendo quase inteiramente monacolina K - o que aconteceria se a droga lovastatina fosse acrescentado ao invés da composição esperada de compostos de monacolina. Estatinas são conhecidos por danos aos músculos e fígado. Estatina associada a rabdomiólise pode levar a danos nos rins e, possivelmente, insuficiência renal. É por isso que eles são medicamentos de prescrição com recomendações que os pacientes façam testes de função hepática regularmente. Há muitos relatos de caso na literatura de massa muscular, miopatia e danos ao fígado resultante do uso da levedura de arroz vermelho. Em 2009, Becker et al. noticiou um teste nos estados unidos que envolveu 62 pacientes com estatina associada mialgias. Metade tem um produto de levedura de arroz vermelho (3600 mg/dia, 13 mg monacolinas, 6 mg monacolina k) por 24 semanas; e a outra metade foi administrado um placebo. No grupo tratado, LDL-colesterol diminuiu 21%. Dois pacientes abandonaram devido a mialgia, 1 para a diarreia, e 1 para tonturas. No grupo placebo, um retirou-se por mialgia. Creatinafosfoquinase aumentaram ligeiramente no grupo tratado (a partir de 122 a 128 UI/L) versus a diminuir com o placebo (117 101 UI/L), mas as mudanças não foram estatisticamente significativas. Para aqueles que, tendo concluído o teste, dores musculares subjetivas foram semelhantes para os dois grupos.
Arroz fermentado vermelho é possivelmente inseguro durante a gravidez. Ele causou defeitos congênitos em animais, e não há informações suficientes sobre a segurança do seu uso durante a amamentação.
Os potenciais sinais de segurança de miopatias e lesões hepáticas levantam a hipótese de que o perfil de segurança da RYR é semelhante ao das estatinas. Deve ser promovida a monitorização contínua dos suplementos dietéticos para caracterizar finalmente o seu perfil de risco, apoiando assim os organismos reguladores para as acções adequadas.